# Vlinderen (bouwkunde)

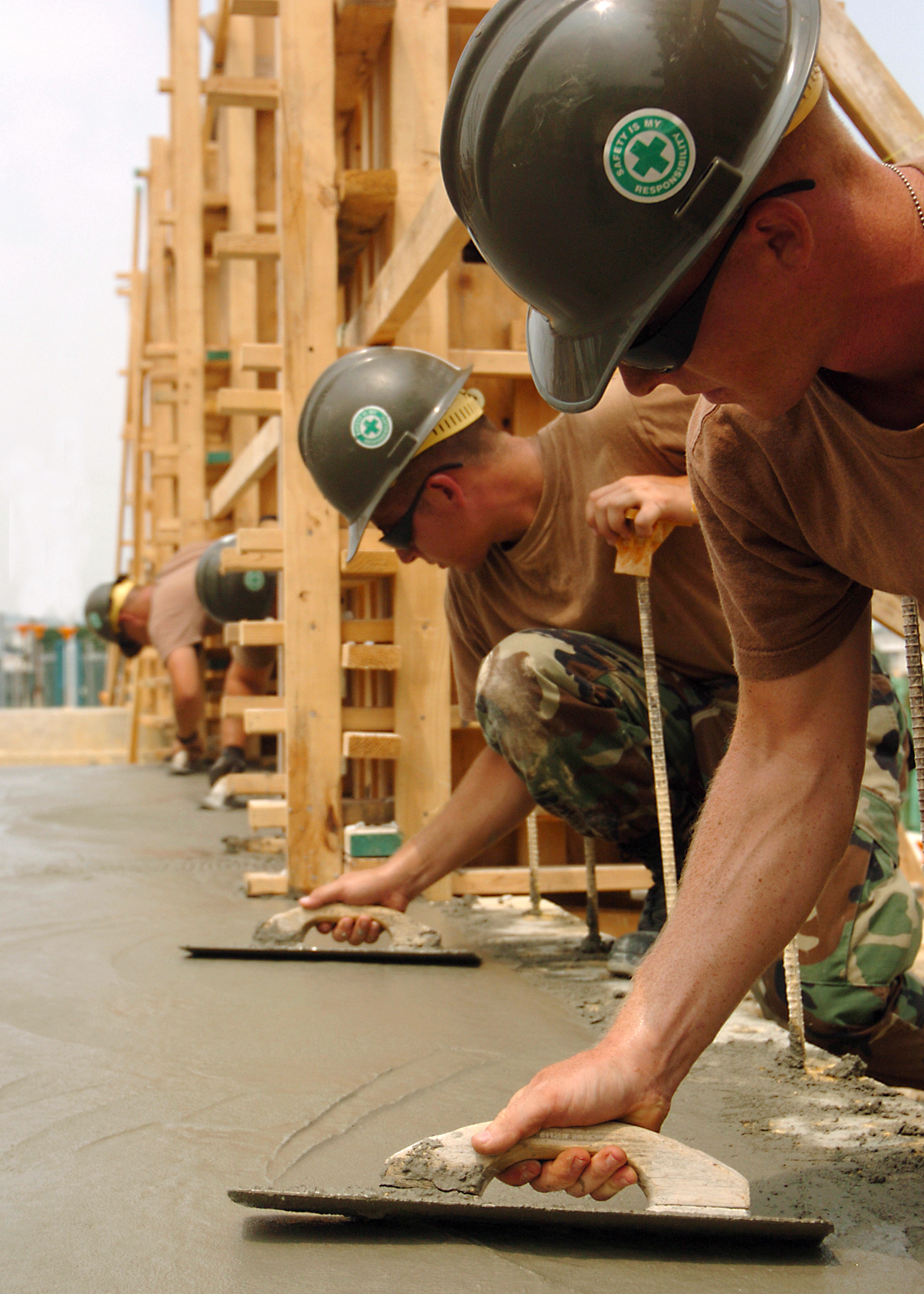
Handmatig vlinderen van een betonoppervlak

Vlinderen is het egaliseren en afwerken van versgestort beton. Het wordt toegepast op betonvloeren om een egale afwerking te bewerkstelligen, de toplaag te verdichten en om de toplaag goed te hechten aan de bulklaag van het beton. De kwaliteit van het vlinderen speelt een grote rol in de uiteindelijke egaliteit van de vloer. Het vlinderen van een betonvloer wordt vaak toegepast in de bouw en na het gieten van een betonnen gietvloer. Een gevlinderde betonvloer is onderhoudsvriendelijk en hygiënisch. Deze manier van beton afwerken heet ook wel monoliet afwerken.

## Vlindertechnieken
Een oppervlakte kan handmatig en machinaal gevlinderd worden. Bij het handmatig vlinderen wordt er een schuurspons gebruikt. Ook wordt er bij het vlinderen altijd water gebruikt. Zo wordt slijtage voorkomen en kunnen de schuurresten gemakkelijk worden verwijderd.
Een andere manier van vlinderen is machinaal vlinderen. Dit gebeurt aan de hand van een speciale vlindermachine. Dit is in feite een relatief grote cirkelvormige schuurspons, welke aangedreven wordt door een motor. Deze vlindermachine beweegt men langzaam over de vloer. Dit zorgt ervoor dat de gehele vloer egaal wordt afgewerkt. Eventuele hoeken die niet gevlinderd kunnen worden met een vlindermachine, worden handmatig gevlinderd. Het gebruik van een vlindermachine voorkomt lang voorovergebogen werken. Vanwege het gewicht van de machine is deze pas bruikbaar wanneer het beton al redelijk is uitgehard.
Als er kleurpigmenten zijn gebruikt om het beton een bepaalde kleur te geven, zorgt het vlinderen ervoor dat deze pigmenten goed in het beton komen te zitten.